# Calendari femení de l'UCI 2025
El calendari femení de la UCI 2025 reuneix les competicions femenines de ciclisme de carretera organitzades sota el reglament de la Unió Ciclista Internacional durant la temporada 2025.
L'UCI World Tour femenina 2025 es presenta per separat. Els critèriums no puntuen.

## Calendari de les proves
| 19 de gen               | Women Cycling Pro Costa De Almería       | 1.1   | suspesa                                |
| 25 de gen               | Trofeu Marratxi-Felanitx                 | 1.1   | Lotta Henttala (EF Education-Oatly)    |
| 26 de gen               | Trofeu Palma Femina                      | 1.1   | Marlen Reusser (Movistar Team)         |
| 26 de gen               | Schwalbe Women's One Day Classic         | 1.Pro | Clara Copponi (Lidl-Trek)              |
| 27 de gen               | Trofeu Binissalem-Andratx                | 1.1   | Thalita de Jong (Human Powered Health) |
| 29 de gen               | Women's Surf Coast Classic               | 1.1   | Ally Wollaston (FDJ-Suez)              |
| 5 – 9 de febrer         | Women's Herald Sun Tour                  | 2.1   | suspesa                                |
| 9 de feb                | Volta a la Comunitat Valenciana Fèmines  | 1.Pro | Linda Zanetti (Uno-X Mobility)         |
| 13 – 16 de febrer       | Setmana Ciclista Valenciana              | 2.Pro | Demi Vollering (FDJ-Suez)              |
| 23 de feb               | Clàssica d'Almeria femenina              | 1.1   | Ally Wollaston (FDJ-Suez)              |
| 2 de març               | Omloop van het Hageland                  | 1.1   | Femke Gerritse (SD Worx-Protime)       |
| 4 de març               | Le Samyn des Dames                       | 1.1   | Lorena Wiebes (SD Worx-Protime)        |
| 5 de març               | Umag Classic Ladies                      | 1.2   | Lara Crestanello (BTC City Ljubljana)  |
| 6 – 8 de març           | Volta a Extremadura Fèmines              | 2.1   | Ellen van Dijk (Lidl-Trek)             |
| 7 – 11 de març          | Tour of Vietnam Women                    | 2.2   | Natalia Frolova                        |
| 9 de març               | Trofeu Oro in Euro                       | 1.1   | Karlijn Swinkels (UAE Team ADQ)        |
| 9 de març               | Poreč Classic Ladies                     | 1.2   | Manon De Boer (DD Group Pro Cycling)   |
| 11 – 14 de març         | Trofeu Ponente in Rosa                   | 2.2   | suspesa                                |
| 12 de març              | Gran Premi Oetingen                      | 1.Pro | Julie De Wilde (Fenix-Deceuninck)      |
| 19 de març              | Nokere Koerse femenina                   | 1.Pro |                                        |
| 23 de març              | Midwest Cycling Classic                  | 1.2   |                                        |
| 31 de març – 2 de abril | Tour de Tailàndia femení                 | 2.2   |                                        |
| 2 de abr                | A través de Flandes femení               | 1.Pro |                                        |
| 2 – 7 de abril          | Volta a El Salvador femenina             | 2.2   |                                        |
| 5 de abr                | Volta NXT Classic Women                  | 1.2   |                                        |
| 8 de abr                | Grand Prix Presidente                    | 1.2   |                                        |
| 9 de abr                | Scheldeprijs femenina                    | 1.1   |                                        |
| 9 de abr                | Région Pays de la Loire Tour femenina    | 1.2   |                                        |
| 9 – 13 de abril         | Giro Mediterraneo Rosa                   | 2.2   |                                        |
| 18 de abr               | Fletxa Brabançona femenina               | 1.Pro |                                        |
| 20 de abr               | Gran Premi de Chambéry                   | 1.1   |                                        |
| 21 de abr               | Volta a Mouscron                         | 1.1   |                                        |
| 23 – 27 de abril        | Tour de Gila femení                      | 2.2   |                                        |
| 25 de abr               | Gran Premio della Liberazione femení     | 1.1   |                                        |
| 26 de abr               | Omloop van Borsele                       | 1.1   |                                        |
| 28 – 30 de abril        | Tour of Bostonliq Ladies                 | 2.2   |                                        |
| 1 de maig               | Cyclis Classic                           | 1.1   |                                        |
| 1 – 4 de maig           | Gracia Orlová                            | 2.2   |                                        |
| 2 – 6 de maig           | Tour de Bloom                            | 2.2   |                                        |
| 3 de maig               | GP Immo Zone                             | 1.1   |                                        |
| 3 de maig               | Festival Elsy Jacobs à Garnich           | 1.1   |                                        |
| 4 de maig               | Festival Elsy Jacobs à Luxembourg        | 1.1   |                                        |
| 8 de maig               | Pointe du Raz Ladies Classic             | 1.1   |                                        |
| 9 de maig               | La Classique Morbihan                    | 1.1   |                                        |
| 10 de maig              | Gran Premi de Plumelec-Morbihan femení   | 1.1   |                                        |
| 11 de maig              | Trofeu Maarten Wynants                   | 1.1   |                                        |
| 14 de maig              | Clàssica Fèmines de Navarra              | 1.Pro |                                        |
| 15 – 18 de maig         | Tour de Feminin-O cenu Českého Švýcarska | 2.2   |                                        |
| 17 de maig              | Omloop der Kempen femenina               | 1.1   |                                        |
| 20 de maig              | Emakumeen Saria                          | 1.1   |                                        |
| 23 de maig              | Veenendaal Veenendaal Classic femenina   | 1.Pro | suspesa                                |
| 25 de maig              | Antwerp Port Epic Ladies                 | 1.Pro |                                        |
| 28 de maig – 1 de juny  | Tour de Bretanya femení                  | 2.1   | suspesa                                |
| 29 de maig              | Circuit de Wallonie Dames                | 1.2   |                                        |
| 31 de maig – 1 de juny  | Tour of Norway Women                     | 2.1   |                                        |
| 31 de maig              | Ladies Tour of Estonia                   | 1.2   |                                        |
| 6 – 8 de juny           | Volta Ciclista a Catalunya               | 2.1   |                                        |
| 8 de juny               | Alpes Grésivaudan Classic                | 1.1   |                                        |
| 8 de juny               | Dwars door de Westhoek                   | 1.1   |                                        |
| 9 de juny               | Gran Premi Mazda Schelkens               | 1.1   |                                        |
| 10 – 15 de juny         | Volta a Colòmbia femenina                | 2.2   |                                        |
| 13 – 15 de juny         | Tour femení internacional dels Pirineus  | 2.1   |                                        |
| 15 de juny              | Diamond Tour                             | 1.1   |                                        |
| 17 – 22 de juny         | Volta a Turíngia femenina                | 2.Pro | suspesa                                |
| 24 de juny              | Giro dell'Appennino Donne Elite          | 1.2   |                                        |
| 2 – 6 de juliol         | Volta a Portugal femenina                | 2.2   |                                        |
| 6 de jul                | Argenta Classic-2 Districtenpijl         | 1.1   |                                        |
| 12 de jul               | Ladies Race Slovakia                     | 1.2   |                                        |
| 13 de jul               | Grote Prijs Beveren                      | 1.2   |                                        |
| 16 – 20 de juliol       | Baloise Ladies Tour                      | 2.1   |                                        |
| 19 de jul               | La Périgord Ladies                       | 1.2   |                                        |
| 20 de jul               | La Picto-Charentaise                     | 1.1   |                                        |
| 25 – 27 de juliol       | Princess Anna Vasa Tour                  | 2.2   |                                        |
| 10 de ago               | Egmont Cycling Race femenina             | 1.2   |                                        |
| 12 – 14 de agost        | Volta a Polònia femenina                 | 2.1   |                                        |
| 15 de ago               | Gran Premi Yvonne Reynders               | 1.1   |                                        |
| 21 de ago               | Gran Premi Lucien Van Impe femenina      | 1.1   |                                        |
| 22 de ago               | Kortrijk Koerse                          | 1.1   |                                        |
| 28 de ago               | Kreiz Breizh Elites femenina             | 1.1   |                                        |
| 4 – 7 de setembre       | Giro de Toscana-Memorial Michela Fanini  | 2.2   |                                        |
| 6 de set                | Maryland Cycling Classic Women           | 1.1   |                                        |
| 7 de set                | Gran Premi Beerens                       | 1.1   |                                        |
| 9 – 14 de setembre      | Tour de l'Ardecha                        | 2.1   |                                        |
| 13 de set               | À travers les Hauts-de-France femenina   | 1.2   |                                        |
| 14 de set               | Gran Premi Stuttgart & Region            | 1.Pro |                                        |
| 14 de set               | Pionera Race                             | 1.2   |                                        |
| 14 de set               | Gran Premi de Fourmies femení            | 1.Pro |                                        |
| 17 de set               | Grisette Gran Premi de Valònia           | 1.1   |                                        |
| 19 – 20 de setembre     | Trophée des Grimpeuses                   | 2.2   |                                        |
| 19 de set               | Chrono Gatineau                          | 1.1   |                                        |
| 20 de set               | Gran Premi de Gatineau                   | 1.1   |                                        |
| 21 de set               | Gran Premi d'Isbergues femení            | 1.1   | suspesa                                |
| 27 de set               | Mirabelle Classic                        | 1.2   |                                        |
| 1 – 5 de octubre        | Volta a Costa Rica femenina              | 2.2   |                                        |
| 4 de oct                | Giro de l'Emília femení                  | 1.Pro |                                        |
| 5 de oct                | Gran Premi Ciutat d'Eibar                | 1.Pro |                                        |
| 7 de oct                | Binche-Chimay-Binche femení              | 1.1   |                                        |
| 7 – 11 de octubre       | Volta a Andalusia femenina               | 2.1   |                                        |
| 7 de oct                | Tre Valli Varesine femenina              | 1.Pro |                                        |
| 19 de oct               | Chrono des Nations femenina              | 1.1   |                                        |